# The Notorious B.I.G.

Christopher George Latore Wallace (21 tháng 5 năm 1972 - 9 tháng 3 năm 1997; nghệ danh: The Notorious B.I.G., Biggie Smalls hay Biggie) là nam rapper người Mỹ. Anh được coi là một trong những rapper vĩ đại nhất mọi thời đại.
Album phòng thu thứ hai của anh, Life After Death (1997), chạm hạng nhất trên các bảng xếp hạng album ở Mỹ sau 2 tuần ra mắt. Năm 2000, đây là một trong số ít những album được chứng nhận kim cương từ hiệp hội âm nhạc RIAA.
Sau khi Biggie Smalls qua đời, hãng đĩa quản lý đã phát hành thêm ba album nữa, tổng cộng, anh bán được 17 triệu bản copy ở Mỹ, trong đó có 13,4 triệu là bản album.

## Thời thơ ấu
Wallace sinh ra tại bệnh viên St. Mary's, Brooklyn, thành phố New York, ngày 21/5/1972, là con một trong một gia đình nhập cư từ Jamaica. Mẹ anh, bà Voletta Wallace, là giáo viên mầm non, còn cha anh, ông Selwyn George Latore, là thợ hàn kiêm chính trị gia. Cha anh rời bỏ gia đình khi anh mới 2 tuổi, mẹ anh làm hai nghề cùng lúc để nuôi dạy anh.

## Danh sách album

### Phòng thu
- Ready to Die (1994)
- Life After Death (1997)

### Phòng thu (sau khi mất)
- Born Again (1999)
- Duets: The Final Chapter (2005)

### Hợp tác
- Conspiracy với Junior M.A.F.I.A. (1995)

### Hợp tác (sau khi mất)
- The King & I với Faith Evans (2017)

## Giải thưởng và đề cử
| Năm  | Giải thưởng                   | Đối tượng đề cử                                 | Hạng mục                                          | Kết quả   |
| ---- | ----------------------------- | ----------------------------------------------- | ------------------------------------------------- | --------- |
| 1995 | Giải thưởng âm nhạc Billboard | The Notorious B.I.G.                            | Nghệ sĩ nhạc rap của năm                          | Đoạt giải |
| 1995 | Giải thưởng âm nhạc Billboard | "One More Chance"                               | Đĩa đơn nhạc rap của năm                          | Đoạt giải |
| 1996 | Giải Grammy                   | "Big Poppa"                                     | Màn trình diễn đơn ca nhạc Rap xuất sắc           | Đề cử     |
| 1998 | Giải Grammy                   | "Hypnotize"                                     | Màn trình diễn đơn ca nhạc Rap xuất sắc           | Đề cử     |
| 1998 | Giải Grammy                   | "Mo Money Mo Problems" (với Mase và Puff Daddy) | Màn trình diễn song ca/theonhóm nhạc Rap xuất sắc | Đề cử     |
| 1998 | Giải Grammy                   | Life After Death                                | Album nhạc rap xuất sắc                           | Đề cử     |
| 1997 | Giải Video âm nhạc của MTV    | "Hypnotize"                                     | Video nhạc rap xuất sắc                           | Đoạt giải |
| 1998 | Giải Video âm nhạc của MTV    | "Mo Money Mo Problems" (với Mase và Puff Daddy) | Video nhạc rap xuất sắc                           | Đề cử     |
| 1998 | Giải Âm nhạc Soul Train       | Life After Death                                | Album nhạc R&B/Soul xuất sắc, Nam                 | Đoạt giải |
| 1998 | Giải Âm nhạc Soul Train       | "Mo Money Mo Problems" (với Mase và Puff Daddy) | Album nhạc R&B/Soul xuất sắc                      | Đề cử     |
| 1998 | Giải Âm nhạc Soul Train       | "Mo Money Mo Problems" (với Mase và Puff Daddy) | Video nhạc R&B/Soul/Rap xuất sắc                  | Đề cử     |